# Britta Vieweg
Anna Britta Vieweg, född 6 augusti 1903 i Krägga, Övergrans församling, Uppsala län, död 7 december 1996 i Älvsjö, var en svensk målare och skådespelare.
Hon var dotter till läroverksadjunkten Karl Vieweg och Hilda Maria Andersson och från 1935 gift med den danska legationsrådet Poul Scheel. Vieweg studerade vid Dramatiska teaterns elevskola 1923–1926 och var engagerad vid Oscarsteatern 1927–1931. Som konstnär utbildade hon sig genom privatlektioner för olika konstnärer i Sverige och utlandet och genom självstudier under ett flertal resor i Europa. Hon tilldelades ett konstnärsstipendium från Svensk-norska samarbetsfonden. Hennes konst består av stilleben och landskapsskildringar utförda i pastell, akvarell eller gouache. Tillsammans med Manfred Panne visade hon en separatkollektion med pasteller på På Galleri Brinken i Stockholm och hon medverkade i ett flertal samlingsutställningar. Hon är begravd på Vårfrukyrkogården i Enköping.

## Filmografii urval
- 1947 – Sången om Stockholm
- 1946 – Jag älskar dig, argbigga
- 1944 – Prins Gustaf
- 1943 – I dag gifter sig min man
- 1943 – Det brinner en eld
- 1933 – Djurgårdsnätter
- 1931 – Hans Majestät får vänta
- 1930 – Vi två

## Teater

### Roller (ej komplett)
| År   | Roll                        | Produktion                                     | Regi             | Teater        |
| ---- | --------------------------- | ---------------------------------------------- | ---------------- | ------------- |
| 1928 | Sofia Magdalena             | Gustaf III August Strindberg                   | Rune Carlsten    | Oscarsteatern |
| 1928 | Pearl                       | Broadway Philip Dunning och George Abbott      | Mauritz Stiller  | Oscarsteatern |
| 1928 | Anna Seedahl, kammarjungfru | Hokus-Pokus Curt Goetz                         | Gösta Ekman      | Oscarsteatern |
| 1929 | Shirley Kaplan              | Vid 37de gatan Elmer Rice                      | Svend Gade       | Oscarsteatern |
| 1930 | Doris Overbeck              | En liten olycka Floyd Dell och Thomas Mitchell | Gösta Ekman      | Oscarsteatern |
| 1930 | Britt                       | Trions bröllop Sigfrid Siwertz                 | John W. Brunius  | Oscarsteatern |
| 1930 | Susanne Holm                | Farmors revolution Jens Locher                 | Pauline Brunius  | Oscarsteatern |
| 1930 | Drottningen                 | Gustaf Vasa August Strindberg                  | Gunnar Klintberg | Oscarsteatern |
| 1930 | Elsa Hovig                  | Nyckelromanen Ragnar Josephson                 | Erik Berglund    | Oscarsteatern |
| 1931 |                             | Det svaga könet Édouard Bourdet                | Max Reinhardt    | Oscarsteatern |